# Łucja Filippini
Łucja Filippini (ur. 13 stycznia 1672 w Corneto Tarquinia, we Włoszech, zm. 25 marca 1732 w Montefiascone) – włoska święta Kościoła katolickiego.

## Życiorys
Lucia Filippini urodziła się 13 stycznia 1672 roku. Jej rodzice zmarli, kiedy była jeszcze małym dzieckiem — matka w 1673, a ojciec w 1678 roku. Wychowaniem dziewczyny zajęła się jej ciotka Konstancja Picchi (żona brata matki Łucji). Edukację odebrała w klasztorze benedyktyńskim św. Łucji.
W wieku 16 lat wstąpiła do klasztoru św. Klary w Montefiascone, gdzie w pracy zakonnej inspiracją i wsparciem dla niej była błogosławiona Róża Venerini. Wcześniej obie panie współpracowały podczas posługi niesionej dla biedniejszych warstw społecznych.
Dzięki protekcji kardynała Marcantonio Barbarigo podjęła pracę w nowo założonych katolickich szkołach dla młodych, głównie biednych, kobiet. W ciągu całego jej życia otworzono pięćdziesiąt dwie takie szkoły. W 1707 roku, została wezwana do Rzymu, gdzie pod specjalną kuratelą papieża Klemensa XI otworzyła kolejny ośrodek szkoleniowy dla kobiet Pobożne Nauczycielki Filippini (wł. Maestre Pie Filippini). Aktualnie założone przez św. Łucję Filippini zgromadzenia działają na całym świecie w tym m.in. USA, Indiach, Brazylii, Anglii, Irlandii, Szwajcarii.
Zmarła 25 marca 1732 roku w wieku 60 lat.
W 1926 roku została beatyfikowana przez papieża Piusa XI; cztery lata później, 22 czerwca, została kanonizowana.